# Јужноамеричка фока крзнашица
Јужноамеричка фока крзнашица (Arctocephalus australis) је врста перајара из породице ушатих фока (Otariidae).

## Распрострањење
Ареал врсте покрива средњи број држава. 
Присутна је у следећим државама: Аргентина, Перу, Чиле, Уругвај, Бразил и Колумбија.

## Станиште
Станиште врсте су морски екосистеми. 

## Угроженост
Ова врста је наведена као последња брига, јер има широко распрострањење и честа је врста.